# Championnat BMW M1 Procar
Vous lisez un « bon article » labellisé en 2011.

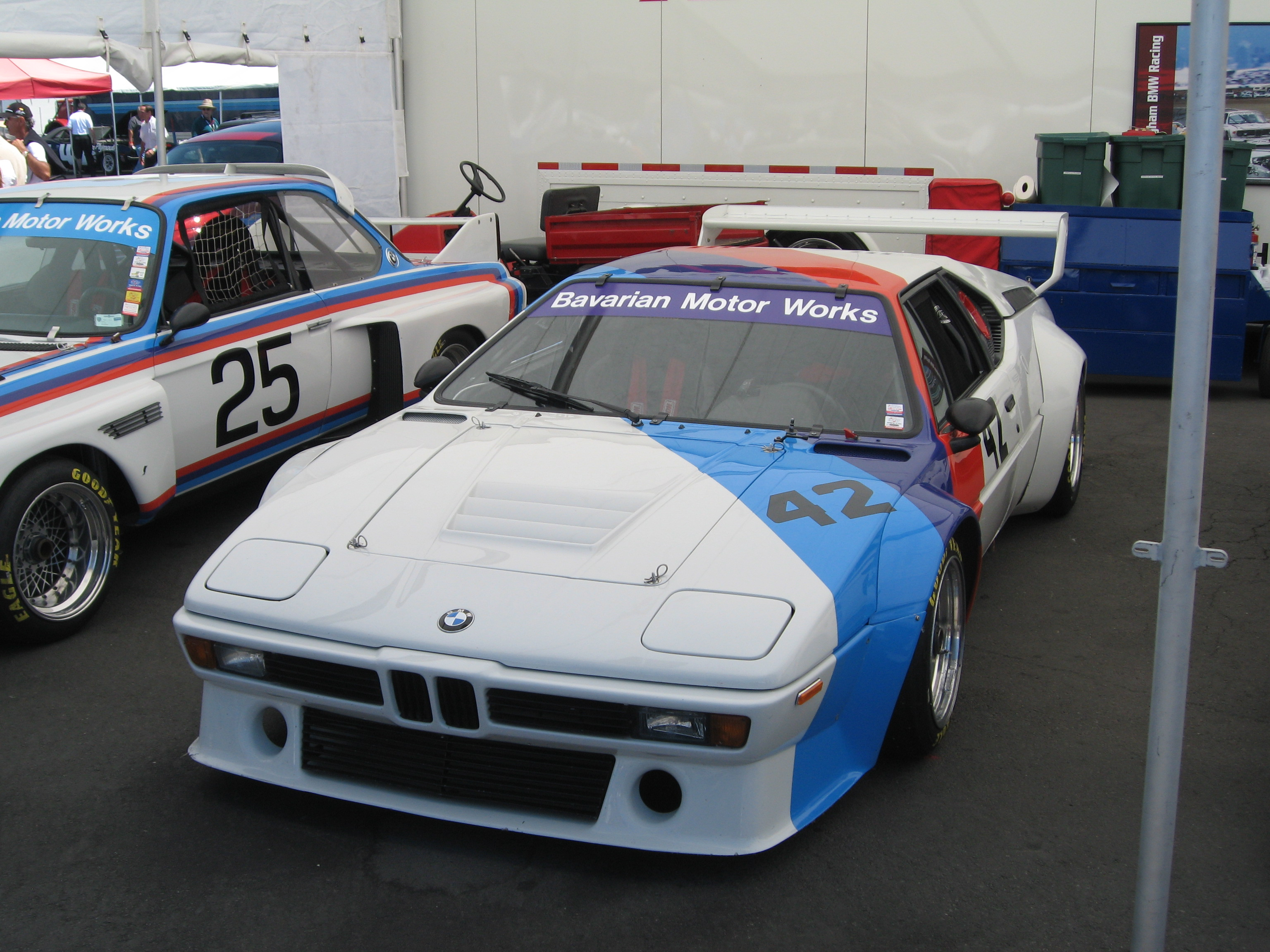
BMW M1 Procar aux couleurs de BMW Motorsport.

Le Championnat BMW M1 Procar, également appelé Procar, est une compétition automobile créée par Jochen Neerpasch, directeur de BMW Motorsport, le département compétition du constructeur automobile allemand BMW. Le championnat, qui n'a compté que deux éditions en 1979 et 1980, proposait aux pilotes du championnat du monde de Formule 1, du championnat du monde des voitures de sport, du championnat d'Europe des Voitures de Tourisme, ainsi que d'autres championnats internationaux de s'affronter à bord de BMW M1 identiques.
Présenté comme l'occasion de voir les pilotes de différentes disciplines du sport automobile s'affronter, le championnat se déroule lors des manches européennes de Formule 1. Les pilotes de Formule 1 gagnaient leurs places dans la compétition en fonction de leurs performances dans leurs monoplaces. L'autrichien Niki Lauda remporte le championnat inaugural. En 1980, le championnat se déroule également en dehors des week-ends de Formule 1 et est remporté par le Brésilien Nelson Piquet. BMW choisit de ne pas donner suite au championnat en 1981 afin de se concentrer sur son entrée en Formule 1 en tant que motoriste.

## Origine

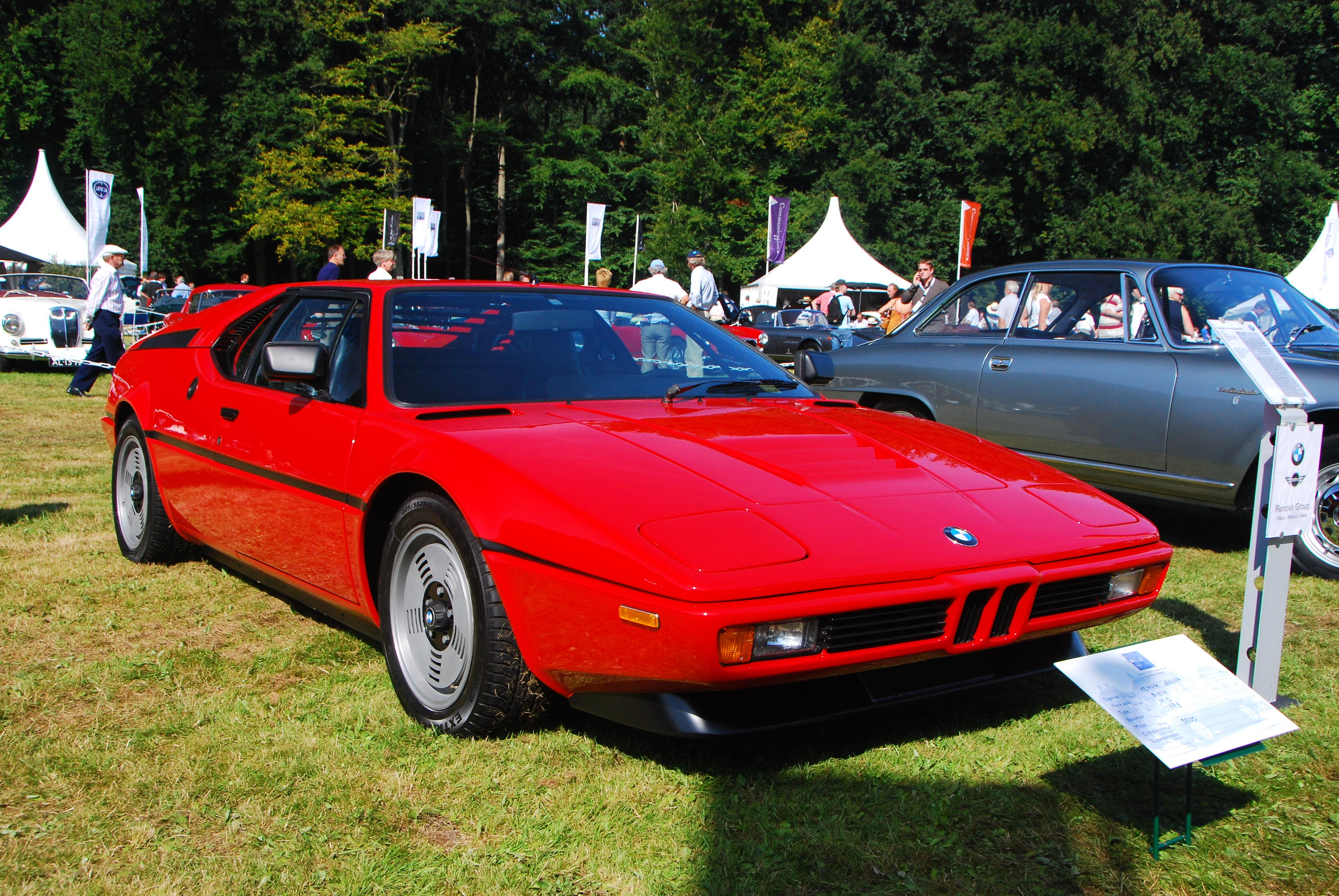
La BMW M1 de série.

Jochen Neerpasch est le premier à proposer l'idée d'un championnat monotype. BMW Motorsport commence la construction de sa première voiture sportive en 1978, la BMW M1, et prévoit de la faire participer au Championnat du monde des voitures de sport en 1979, ainsi que de vendre certains exemplaires à des équipes privées pour d'autres compétitions. BMW Motorsport souhaite construire la M1 de sorte qu'elle soit homologuée en groupe 5 mais un changement de règle instituée par la Fédération internationale du sport automobile (FISA) en 1977 modifie les exigences pour le groupe 5. La nouvelle réglementation prévoit une production minimale de 400 exemplaires afin de satisfaire premièrement au règlement du groupe 4, puis une fois dans ce groupe, il devient possible d'obtenir l'homologation pour le groupe 5.
Le développement de la voiture de course étant déjà en cours au moment du changement de réglementation, Neerpasch propose qu'au lieu de retarder le programme de course en attendant que les 400 voitures de série soient construites, les voitures de courses soient construites en même temps, car elles sont comptées dans les 400 exemplaires. Neerpasch imagine alors un championnat uniquement fait de BMW M1, celle-ci ne pouvant pas encore légalement rouler ailleurs. De plus, cette compétition permettait à BMW de développer la voiture grâce au retour d'expérience accumulé lors des courses,.
Pour attirer les pilotes vers ce nouveau championnat, Neerpasch entreprend des pourparlers avec Max Mosley, directeur de March Engineering, une écurie en partenariat avec BMW en championnat d'Europe de Formule 2. Mosley est aussi membre de la FOCA et est en mesure d'utiliser sa position pour convaincre d'autres constructeurs de Formule 1 de rejoindre le championnat de Neerpasch qui se déroulerait lors des week-ends de Grands Prix F1. BMW crée alors un règlement sportif (Procar Association) rapidement approuvé par la FISA.

## Format des courses

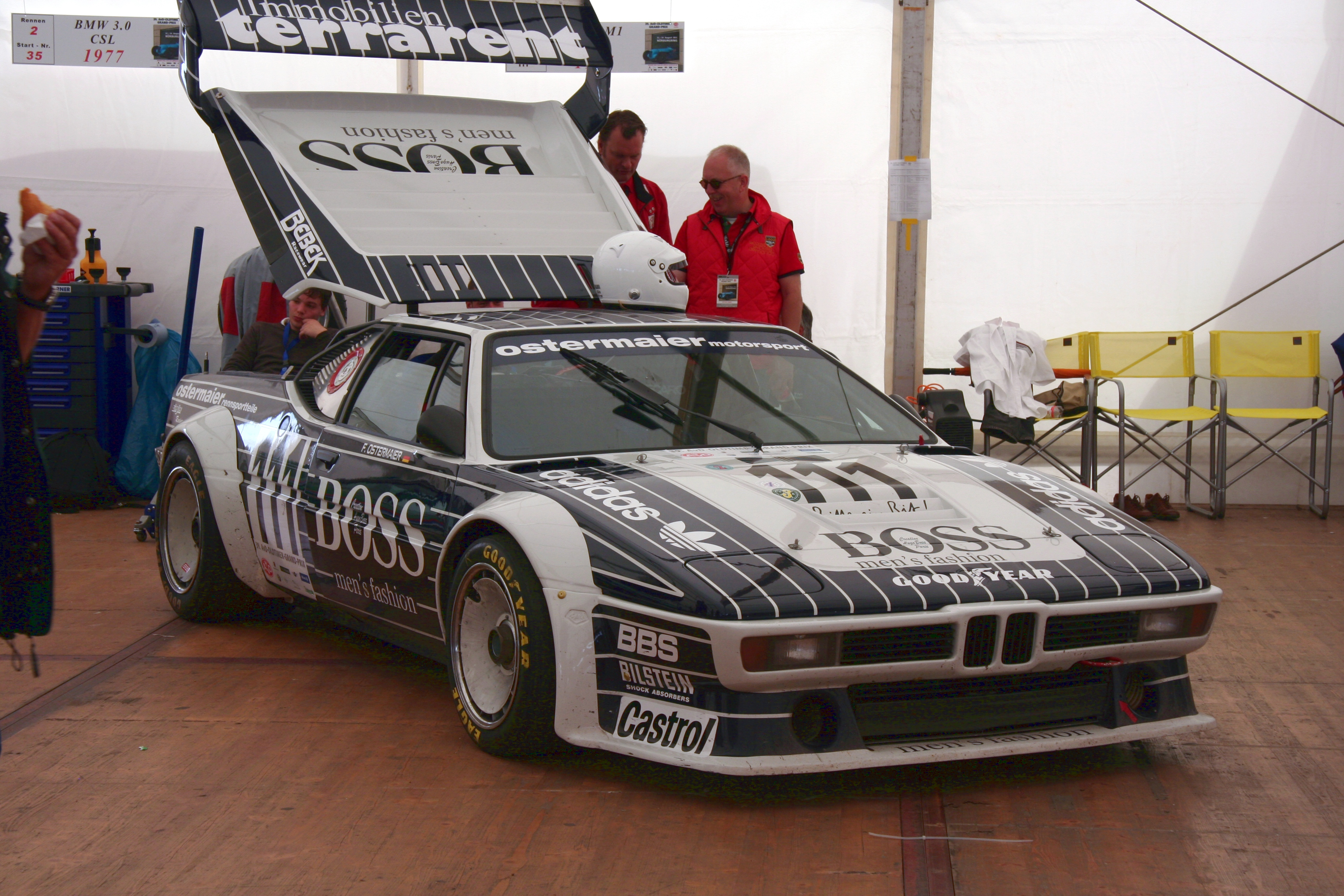
Une BMW M1 engagée en compétition historique en 2011.

Le championnat Procar est annoncé au printemps 1978 lors de la présentation officielle de la nouvelle BMW M1. Lors de cet événement, Neerpasch et la Procar Association présentent également le règlement de la saison 1979. Les courses se déroulent au milieu de la saison de Formule 1 lorsque les courses se déroulent en Europe. Les essais et les qualifications ont lieu le vendredi du week-end de course alors que la course a lieu le samedi. Le gagnant de chaque manche reçoit 5 000 dollars, le second 3 000 et le troisième 1 000. La longueur des épreuves est variable en distance mais chacune dure environ une demi-heure.
Pour attirer les pilotes de Formule 1, des places sont garanties dans les voitures de l'équipe BMW : les cinq pilotes les plus rapides lors des essais du vendredi en Formule 1 obtiennent automatiquement une place dans une des voitures officielles. Ces cinq pilotes sont placés en tête de la grille de Procar en fonction de leur temps en Formule 1. Cette formule garantit non seulement la participation des pilotes mais permet également que ce ne soit pas toujours les mêmes. Cependant, comme le championnat est couru avec des pneus Goodyear, certaines équipes fidèles au fabricant Michelin refusent de voir leurs pilotes être associés au championnat Procar. La Scuderia Ferrari et Renault, fabricants de voiture de série, refusent la participation de leurs pilotes à bord d'une BMW.
Les pilotes de Sport-prototypes et de voitures de tourisme ainsi que les pilotes de Formule 1 qui n'ont pas obtenu une place dans une voiture officielle sont également autorisés à participer.
Les points sont attribués aux neuf premiers dans cet ordre : 20, 15, 12, 10, 8, 6, 4, 3, 2 ; à partir de la neuvième place, les pilotes reçoivent 1 point. Le titre du championnat est attribué au pilote ayant accumulé le plus de points à la fin de la saison. Une BMW M1 est aussi offerte au vainqueur du championnat.

## Voiture

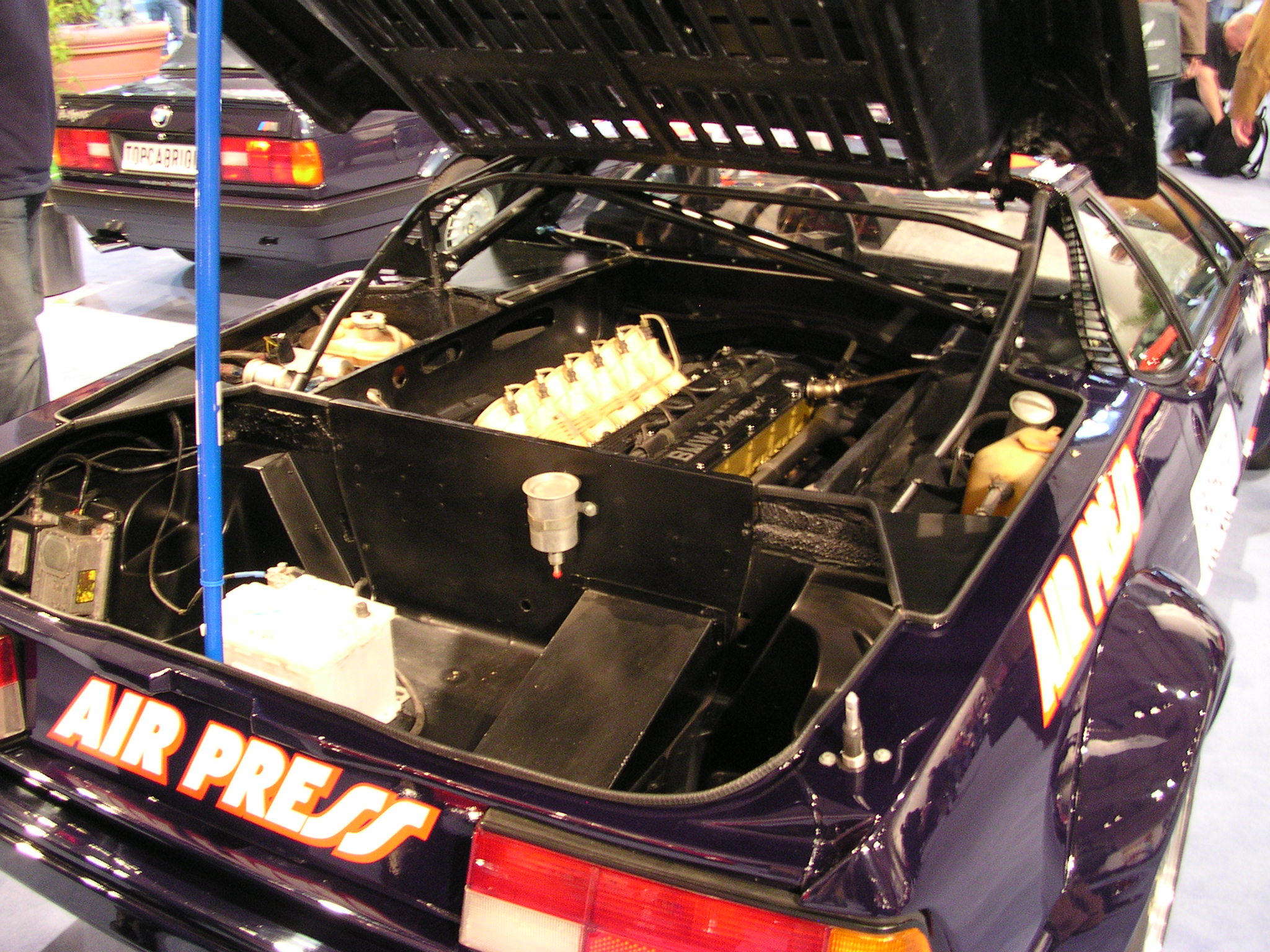
Compartiment moteur d'une M1 Procar. Le moteur M88/1 est une variante très similaire au M88 de la voiture de série.

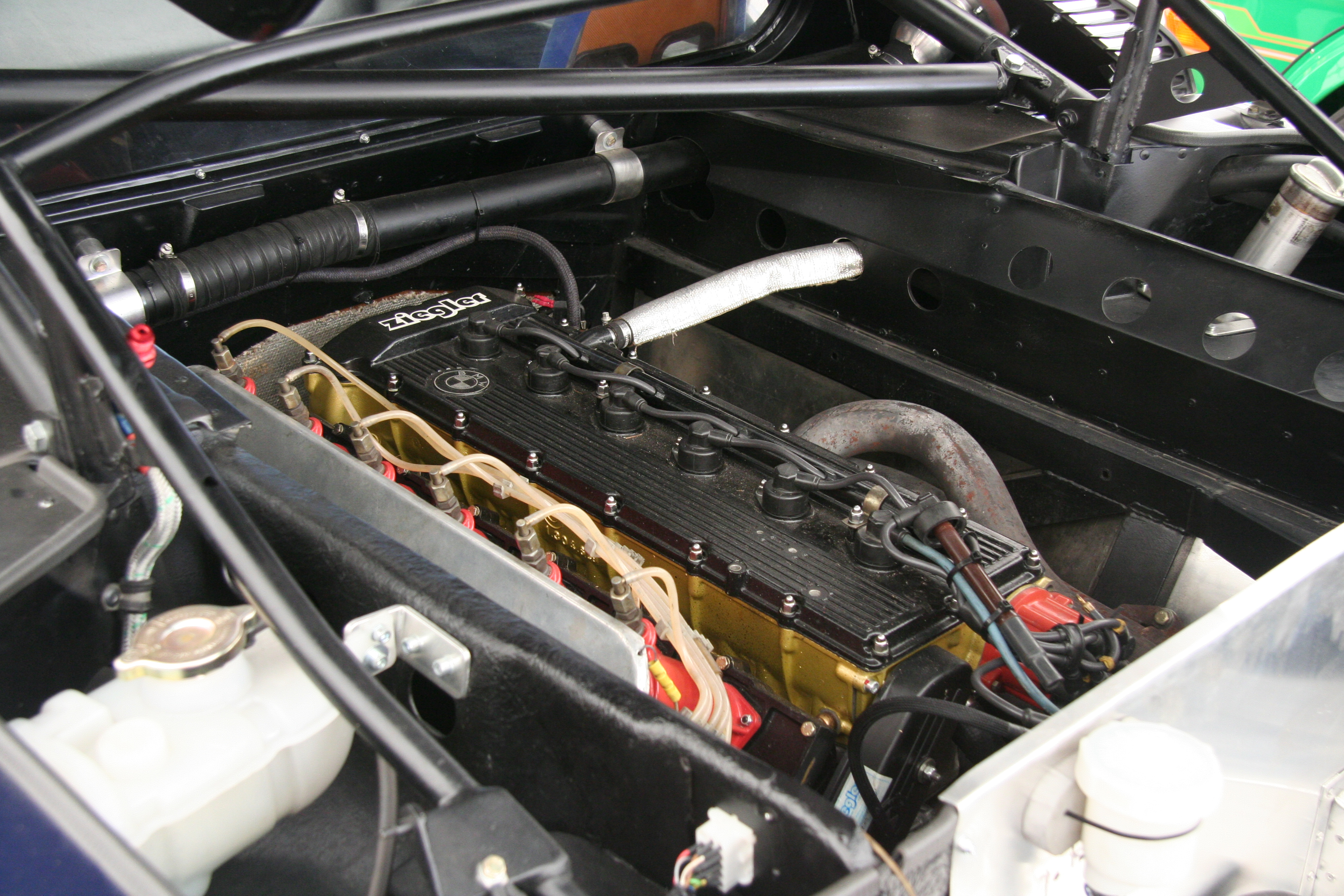
Le moteur d'une M1 Procar, situé à l'arrière de la voiture.

Toutes les voitures utilisées en championnat Procar sont construites à l'identique, même s'il y a plusieurs fabricants. BS Fabrications construit cinq voitures pour l'équipe officielle BMW alors que les voitures des autres concurrents sont réalisées par l'équipe de formule 2 britannique Project Four et par le constructeur italien Osella. Les voitures de course, conçues pour répondre au règlement technique du groupe 4, n'ont pratiquement plus aucun point commun avec la voiture de série.
L'extérieur de la M1 est légèrement modifiée afin d'améliorer l'aérodynamisme. Un aileron est ajouté sous le nez de la voiture tandis que deux ailes ajustables sont ajoutées à l'arrière du capot moteur. Les passages de roues sont élargis de 28 centimètres à l'avant et de 32 centimètres à l'arrière. Les jantes conçues par Campagnolo sont composées d'un écrou central similaire à celui de la voiture de série. L'intérieur de la voiture est dépourvu des finitions de série et un arceau de protection est ajouté. Les fenêtres en verre sont remplacées par du plastique transparent de type Lexan.
Mécaniquement, la M1 Procar est largement modifiée pour répondre aux exigences des courses. Le moteur BMW M88 de 3 500 cm3 et 277 ch est remplacé par le bloc M88/1 qui développe 470 ch à 9 000 tr/min. Si la boîte de vitesses ZF d'origine est conservée, des rapports ont été ajoutés et elle possède son propre système de refroidisseur par huile.
La suspension est entièrement redessinée et une barre antiroulis réglable est ajoutée. Les freins sont modifiés et le système de servo-frein supprimé. Une direction à crémaillère remplace la direction d'origine. Des vérins pneumatiques sont montés en 1980 pour permettre des ravitaillements plus rapides. Des pneus Goodyear sont montés sur toutes les voitures.
Tous les équipements non essentiels de la voiture de série ayant été supprimés, le poids de la voiture tombe à 1 020 kg. La vitesse de pointe de la M1 Procar est estimé à 311 km/h en fonction du rapport de boîte et l'accélération de 0 à 100 km/h se fait en 4,3 secondes. Chaque M1 Procar coûte environ 60 000 $.

## Historique des saisons

### Saison 1979

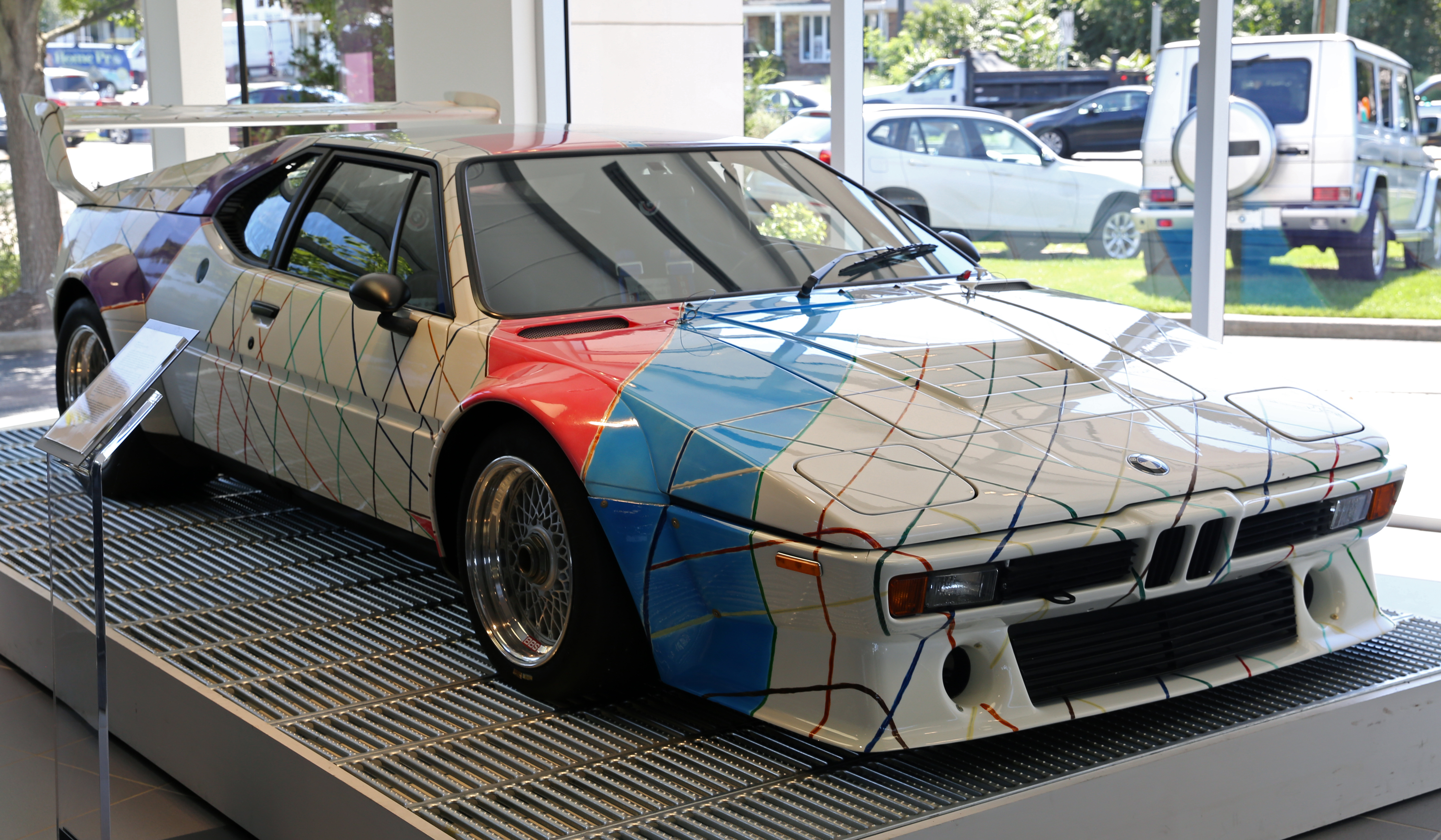
BMW M1 Procar Art car commandée par Peter Gregg à son ami Frank Stella en 1979, en souvenir de leur ami conjoint Ronnie Peterson décédé en 1978 (exposée un temps à la Galerie Guggenheim, désormais à Southampton).

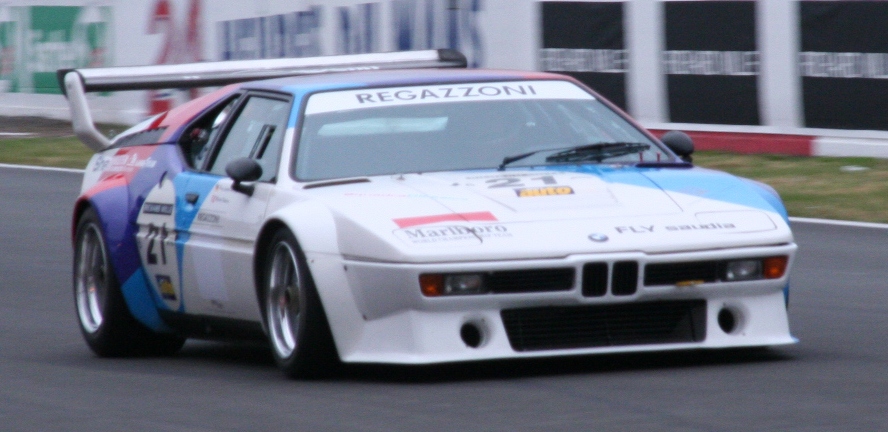
Une M1 Procar pilotée par Clay Regazzoni pour l'équipe BMW Motorsport.

La saison inaugurale du championnat Procar se déroule de mai à septembre, en lever de rideau des huit Grands Prix de Formule 1 qui se déroulent en Europe. Un neuvième événement, caritatif, est prévu à Donington Park dans le cadre d'une course en mémoire de Gunnar Nilsson dont les bénéfices sont reversés à l'association Gunnar Nilsson Cancer Fund. Aucun point n'est attribué lors de cette manche.
Différents pilotes de Formule 1 obtiennent une place dans le championnat en fonction de leurs performances : Mario Andretti, Patrick Depailler, Emerson Fittipaldi, James Hunt, Jean-Pierre Jarier, Alan Jones, Jacques Laffite, Niki Lauda, Nelson Piquet, Didier Pironi, Clay Regazzoni et John Watson.
Teo Fabi, Tiff Needell, Hans-Georg Bürger (en) et Michael Bleekemolen sont également invités par BMW bien qu'ils ne soient pas pilotes de Formule 1 à l'époque.
BMW Motorsport inscrit cinq voitures pour le championnat et est rapidement rejoint par d'autres équipes. Project Four, l'équipe de Ron Dennis, permet à Niki Lauda de participer car il n'a pas obtenu de volant chez BMW. Par contre, Osella choisit de faire tourner les pilotes à bord de leurs voitures. Des équipes comme Tom Walkinshaw Racing, Eggenberger Racing, Ecurie Arvor, Schnitzer Motorsport, Team Konrad et GS Tuning participent également aux courses de cette saison.

#### Résultats des courses
| Manche           | Date        | Événement                     | Circuit                      | Vainqueur          | Équipe               |
| ---------------- | ----------- | ----------------------------- | ---------------------------- | ------------------ | -------------------- |
| 1                | 12 mai      | Grand Prix de Belgique        | Circuit de Zolder            | Elio De Angelis    | Squadra Osella Corse |
| 2                | 26 mai      | Grand Prix de Monaco          | Circuit de Monaco            | Niki Lauda         | Project Four         |
| Hors-championnat | 3 juin      | Gunnar Nilsson Trophy         | Donington Park               | Nelson Piquet      | BMW Motorsport       |
| 3                | 30 juin     | Grand Prix de France          | Circuit de Dijon-Prenois     | Nelson Piquet      | BMW Motorsport       |
| 4                | 13 juillet  | Grand Prix de Grande-Bretagne | Circuit de Silverstone       | Niki Lauda         | Project Four         |
| 5                | 28 juillet  | Grand Prix d'Allemagne        | Circuit d'Hockenheim         | Niki Lauda         | Project Four         |
| 6                | 11 août     | Grand Prix d'Autriche         | Österreichring               | Jacques Laffite    | BMW Motorsport       |
| 7                | 25 août     | Grand Prix des Pays-Bas       | Circuit de Zandvoort         | Hans-Joachim Stuck | Cassani Racing       |
| 8                | 8 septembre | Grand Prix d'Italie           | Autodromo Nazionale di Monza | Hans-Joachim Stuck | Cassani Racing       |

#### Classement

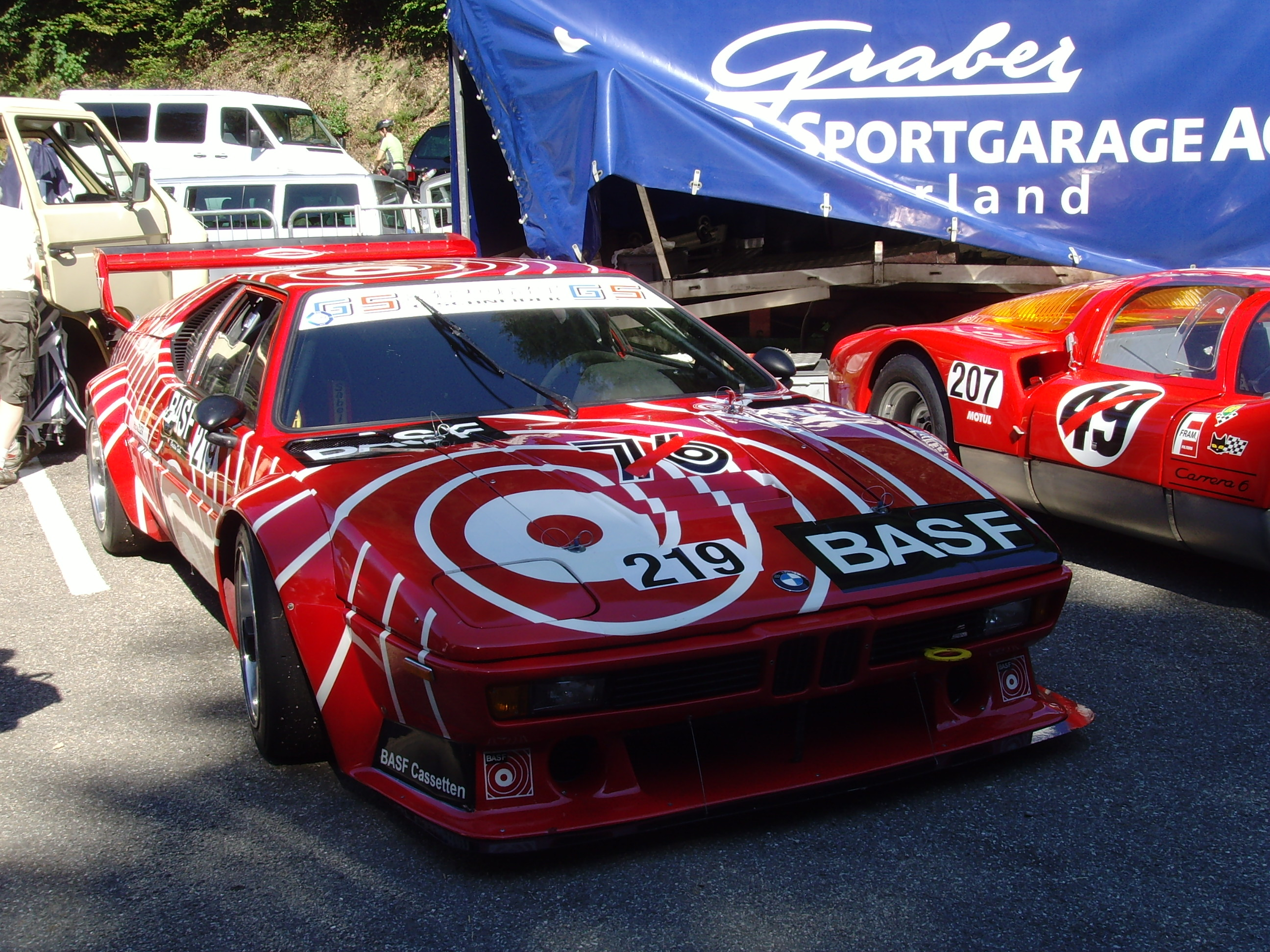
La BMW M1 Procar de l'écurie GS Tuning.

Niki Lauda remporte le championnat inaugural, sur une voiture de l'équipe BMW Motorsport lors de la première manche, avant d'accomplir les sept dernières courses pour Project Four.
| Pos. | Pilote                | Équipe                        | Points |
| ---- | --------------------- | ----------------------------- | ------ |
| 1    | Niki Lauda            | BMW Motorsport / Project Four | 78     |
| 2    | Hans-Joachim Stuck    | Cassani Racing                | 73     |
| 3    | Clay Regazzoni        | BMW Motorsport                | 61     |
| 4    | Markus Höttinger (de) | GS Tuning                     | 45     |
| 5    | Toine Hezemans        | Alimpo Sport                  | 44     |
| 6    | Nelson Piquet         | BMW Motorsport                | 35     |
| 6    | Jacques Laffite       | BMW Motorsport                | 35     |
| 8    | Didier Pironi         | BMW Motorsport                | 34     |
| 9    | Helmut Kelleners      | Eggenberger Racing            | 33     |
| 10   | Alan Jones            | BMW Motorsport                | 26     |

### Saison 1980

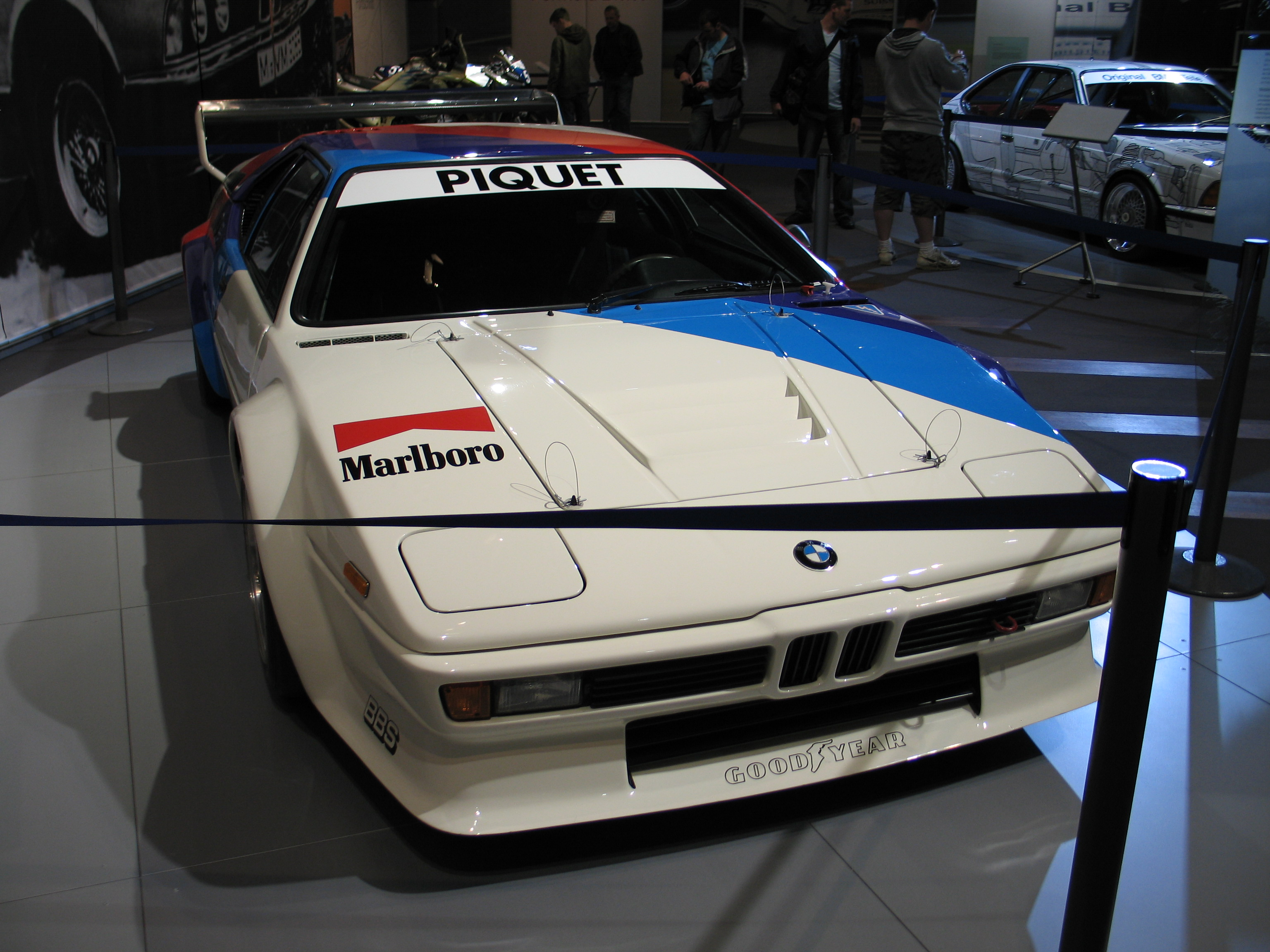
La BMW M1 Procar pilotée par le champion 1980, Nelson Piquet.

Pour la deuxième édition du championnat Procar, le calendrier est modifié pour que les courses ne se disputent plus exclusivement lors des weekends de Formule 1. La saison débute donc plus tôt dans l'année, au mois d'avril. Une course a une nouvelle fois lieu à Donington Park, mais cette fois est prise en compte pour le championnat.
Deux nouvelles courses ont lieu en Allemagne : l'Avusrennen sur le circuit de l'AVUS et les 200 miles du Norisring avant la course du Deutsche Rennsport Meisterschaft. Six courses ont encore lieu avant les Grands Prix de Formule 1.
Contrairement à la saison précédente où les pilotes sélectionnés à bord des M1 officielles était ceux qui avaient fait les meilleurs temps lors des essais, les cinq pilotes sont désignés dès le début de la saison : Alan Jones, Jacques Laffite, Nelson Piquet, Didier Pironi et Carlos Reutemann disputent l'intégralité du championnat Procar chez BMW Motorsport.
D'autres pilotes de Formule 1 participent également au championnat : Mario Andretti, Derek Daly, Jean-Pierre Jarier, Riccardo Patrese et Alain Prost.
Les équipes Project Four, GS Tuning, Eggenberger Racing, Cassani Racing, et Schnitzer Motorsport sont rejointes par les équipes personnelles d'Arturo Merzario, de Dieter Quester et d'Helmut Marko ainsi que par l'équipe Sauber.

#### Résultats des courses
| Manche | Date         | Événement                     | Circuit                 | Vainqueur          | Équipe         |
| ------ | ------------ | ----------------------------- | ----------------------- | ------------------ | -------------- |
| 1      | 26 avril     | Événement distinct            | Donington Park          | Jan Lammers        | BMW Holland    |
| 2      | 11 mai       | Avusrennen                    | AVUS                    | Manfred Schurti    | Cassani Racing |
| 3      | 17 mai       | Grand Prix de Monaco          | Circuit de Monaco       | Hans-Joachim Stuck | Project Four   |
| 4      | 22 juin      | 200 miles du Norisring        | Norisring               | Hans-Joachim Stuck | Project Four   |
| 5      | 12 juillet   | Grand Prix de Grande-Bretagne | Circuit de Brands Hatch | Carlos Reutemann   | BMW Motorsport |
| 6      | 9 août       | Grand Prix d'Allemagne        | Circuit d'Hockenheim    | Didier Pironi      | BMW Motorsport |
| 7      | 16 août      | Grand Prix d'Autriche         | Österreichring          | Nelson Piquet      | BMW Motorsport |
| 8      | 31 août      | Grand Prix des Pays-Bas       | Circuit de Zandvoort    | Nelson Piquet      | BMW Motorsport |
| 9      | 13 septembre | Grand Prix d'Italie           | Circuit d'Imola         | Nelson Piquet      | BMW Motorsport |

#### Classement
Nelson Piquet remporte le championnat notamment grâce à trois victoires consécutives en fin de saison.
| Pos. | Pilote             | Équipe         | Points |
| ---- | ------------------ | -------------- | ------ |
| 1    | Nelson Piquet      | BMW Motorsport | 90     |
| 2    | Alan Jones         | BMW Motorsport | 77     |
| 3    | Hans-Joachim Stuck | Project Four   | 71     |
| 4    | Jan Lammers        | BMW Holland    | 69     |
| 5    | Carlos Reutemann   | BMW Motorsport | 64     |
| 6    | Manfred Schurti    | Cassani Racing | 48     |
| 7    | Hans Heyer         | GS Tuning      | 41     |
| 8    | Jacques Laffite    | BMW Motorsport | 37     |
| 8    | Marc Surer         | Sauber         | 37     |
| 10   | Didier Pironi      | BMW Motorsport | 34     |

## Fin du championnat

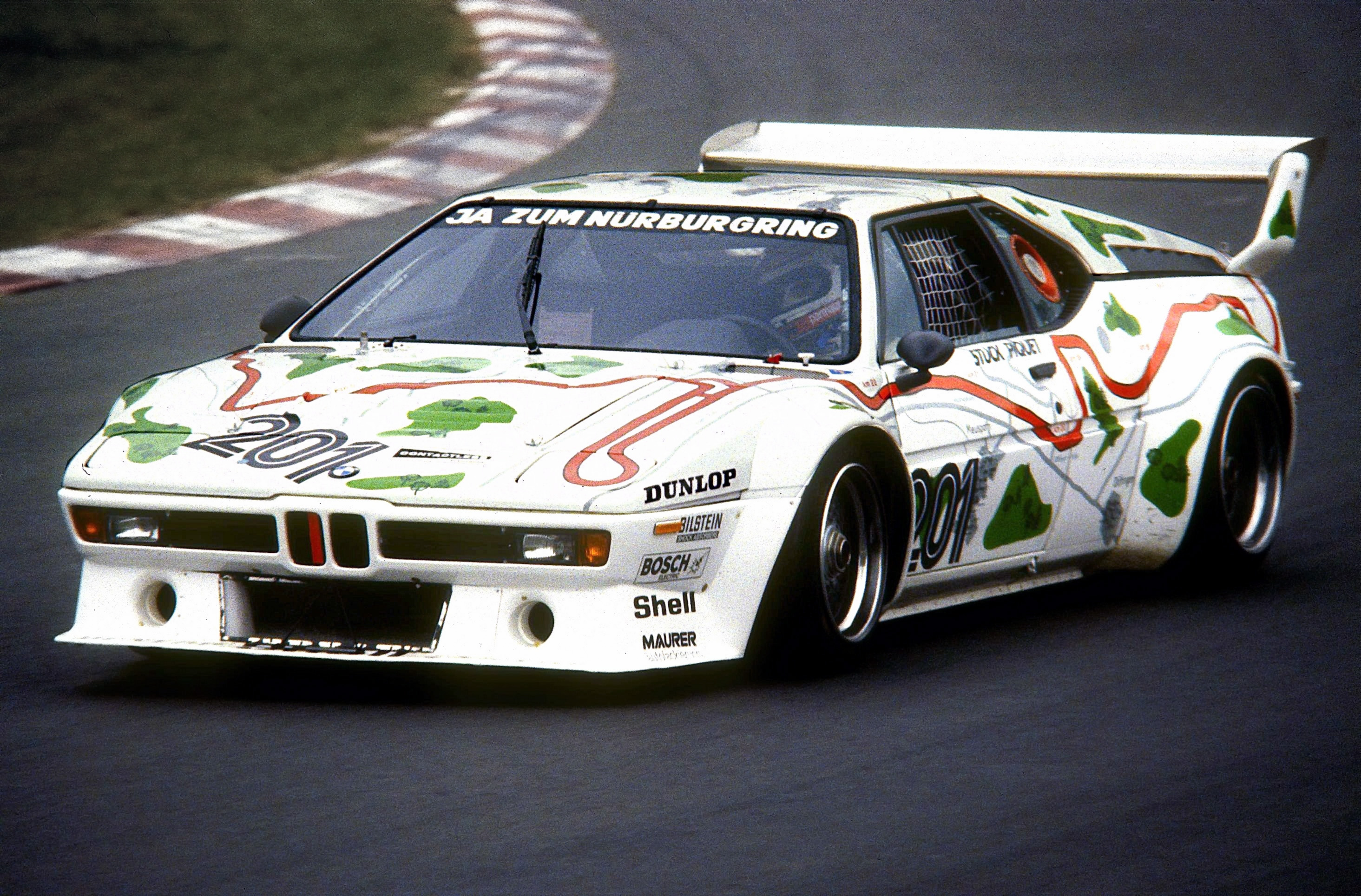
BMW M1 de Hans-Joachim Stuck et Nelson Piquet lors des 1000 km du Nürburgring 1980.

Au début de la saison 1980, BMW annonce son intention d'entrer en Formule 1 en tant que motoriste pour Brabham. Cet accord doit beaucoup à Bernie Ecclestone, patron de Brabham et de BS Fabrications qui a construit plusieurs BMW M1 Procar.
BMW prévoyant de faire son entrée en Formule 1 en 1982, BMW Motorsport doit concentrer ses efforts sur la conception des nouveaux moteurs de Formule 1 plutôt que sur le championnat Procar : le championnat est abandonné à l'issue de la saison 1980.
La même année, BMW répond officiellement aux exigences de la FISA car 400 voitures ont été construites. La M1 est donc homologuée en Groupe 4 le 1er décembre 1980 et peut désormais participer aux différents championnats internationaux. BMW avait initialement pour objectif l'entrée en groupe 5 mais son engagement en Formule 1 change ses plans. BMW choisit de se consacrer à la Formule 1 et ne construit que deux BMW M1 de groupe 5 qui ne rouleront qu'une seule année.
Les M1 de Procar sont revendues à divers acquéreurs afin de participer à des championnats comme le championnat du monde des voitures de sport, le Deutsche Rennsport Meisterschaft ou le championnat IMSA GT.

## Postérité et renaissance

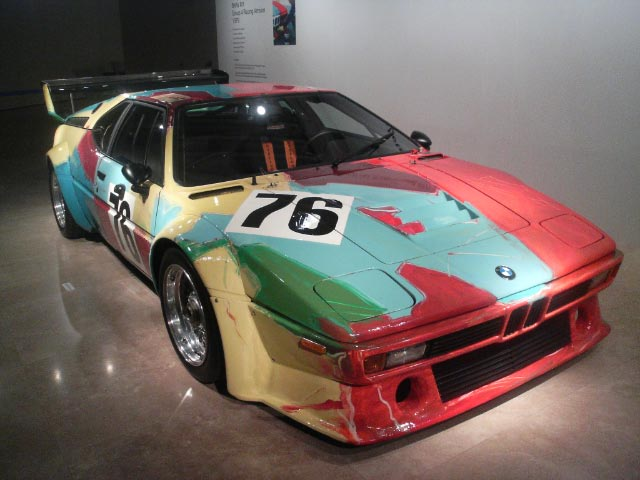
La BMW M1 mise en peinture par Andy Warhol.

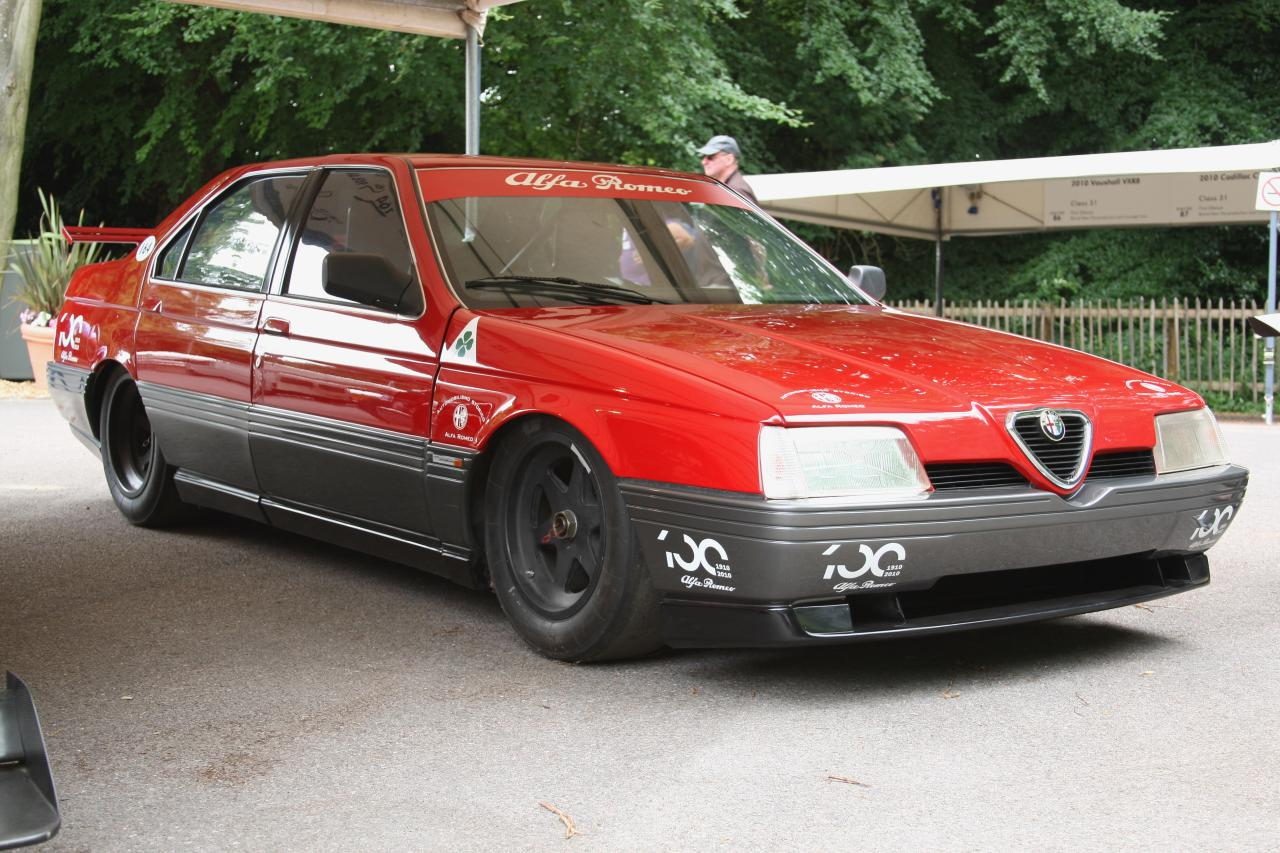
L'Alfa Romeo 164 Procar au festival de Goodwood en 2010.

En 1988, Motor Racing Developments/Brabham est vendu à Alfa Romeo. Souhaitant faire revivre le championnat Procar, Brabham et Alfa Romeo développent un prototype de voiture de course qui reprend la carrosserie d'une Alfa Romeo 164 avec un moteur V10 de Formule 1. Alfa Romeo avait l'intention d'utiliser cette voiture pour créer un championnat similaire au Procar. Cependant, le projet n’aboutit jamais et seul un prototype fut construit.
Le 30 juin 2008, BMW annonce son intention de faire revivre le championnat Procar lors du Grand Prix d'Allemagne de Formule 1 sur le circuit d'Hockenheim. Dix BMW M1 Procar originales participent à la course avec à bord des pilotes qui ont déjà participé au championnat et des pilotes en activité. Chaque voiture est dotée d'un siège passager afin d'accueillir un invité.
Christian Danner, Harald Grohs, Niki Lauda, Dieter Quester, Jacques Laffite, Marc Surer, le prince Léopold de Bavière (en), Christian Klien et Marco Wagner, un propriétaire privé, participent ainsi à cette renaissance. La BMW M1 Art car d'Andy Warhol participe également à l'événement et est pilotée par Jochen Neerpasch, le créateur du championnat Procar. Le peintre Frank Stella se trouve aux côtés de Neerpasch sur le siège passager.
Le samedi 19 juillet 2008, Niki Lauda remporte la première course tandis que Jochen Neerpasch remporte la course du dimanche, le matin du Grand Prix de Formule 1.